# Nephrotoma difficilis
Nephrotoma difficilis är en tvåvingeart som beskrevs av Tangelder 1984. Nephrotoma difficilis ingår i släktet Nephrotoma och familjen storharkrankar. Inga underarter finns listade i Catalogue of Life.